# Palembang
Palembang – miasto w Indonezji w południowej części Sumatry nad rzeką Musi. Jest ośrodkiem administracyjnym prowincji Sumatra Południowa. Według danych z 2019 r. liczy 1,66 mln mieszkańców.
Funkcjonuje jako ośrodek wydobycia ropy naftowej oraz przemysłu stoczniowego, metalowego, chemicznego, spożywczy, włókienniczy oraz ceramiki budowlanej. Znajduje się tu port morski o nazwie Boom Baru, port lotniczy Bandara Sultan Mahmud Badaruddin II i Universitas Sriwijaya (uniwersytet) założony w 1960 roku.

## Historia
Od VII w. miasto było stolicą królestwa Śriwidźaja. Od XIV w. należało do królestwa Majapahit. W XVI w. było stolicą niezależnego sułtanatu Palembang. Od XVII w. znajdowało się pod panowaniem holenderskim.

## Miasta partnerskie
- Biełgorod, Rosja
- Obwód moskiewski, Rosja
- Haga, Holandia[5]
- Malakka, Malezja
- Osaka, Japonia
- Wenecja